# Paolo Pierobon
Paolo Pierobon (Castelfranco Veneto, 13 gennaio 1967) è un attore italiano di teatro, cinema e televisione.

## Biografia

### Teatro
Dopo la maturità scientifica, si dedica al teatro e nel 1992 si diploma alla Civica Scuola di Teatro Paolo Grassi di Milano. La sua attività teatrale è intensa e nel 2003 gli viene assegnato il premio dell'Associazione Nazionale dei Critici di Teatro come miglior attore emergente per gli spettacoli Finale di partita di Samuel Beckett (regia di Lorenzo Loris) e Morte accidentale di un anarchico di Dario Fo (regia di Ferdinando Bruni ed Elio De Capitani).
Nel 2008 interpreta il ruolo di Levin dall'Anna Karenina di Tolstoj, nella messinscena del regista lituano Eimuntas Nekrošius, per il quale vince il Premio Ubu come miglior attore non protagonista. Nel 2009 è invece in Blasted, dall'opera prima di Sarah Kane, con la regia di Elio De Capitani, dove dà una memorabile e struggente interpretazione del violentissimo protagonista Ian. Nel giugno del 2009 viene diretto da Luca Ronconi al Festival di Spoleto in un'inedita versione de Il gabbiano di Anton Čechov, dove interpreta lo scrittore Trigorin.
La stagione 2011-2012 lo vede protagonista in quattro spettacoli firmati dal regista Luca Ronconi: La compagnia degli uomini di Edward Bond nel ruolo di Bartley, l'estroso maggiordomo delinquente e alcolizzato; Nora alla prova, liberamente tratto da Casa di bambola di Henrik Ibsen, nel ruolo di Torvald; La modestia di Rafael Spregelburd nel ruolo del medico Smederovo e dell'avvocato tossico Arturo insieme a Maria Paiato al Festival di Spoleto 2011; Santa Giovanna dei Macelli di Bertolt Brecht nel ruolo di Mauler.
Dal 2013 al 2015 è protagonista in ulteriori spettacoli diretti da Luca Ronconi: Il panico di Rafael Spregelburd, Pornografia di Witold Gombrowicz, Celestina di Michel Garneau e Lehman Trilogy di Stefano Massini. Nel 2016 nella Morte di Danton di Georg Büchner, per la regia di Mario Martone, interpreta Robespierre, ruolo che gli è valso il Premio Le Maschere del Teatro italiano 2016 e il Premio UBU 2016 per il migliore attore protagonista.
Nel 2024 vince il Premio Le Maschere del Teatro Italiano per lo spettacolo De Gasperi: l'Europa brucia.

### Cinema
Debutta nel 1998 in Pompeo, un mediometraggio di Paolo Vari e Antonio Bocola. L'anno successivo è protagonista con Sandra Ceccarelli di Guarda il cielo (Stella, Sonia, Silvia) di Piergiorgio Gay. Partecipa a diversi film del regista Federico Rizzo tra cui Lievi crepe sul muro di cinta del 2003, dove interpreta da protagonista un poeta emarginato e Fuga dal call center del 2008, in un cameo esilarante. Nel 2005 in Come l'ombra di Marina Spada è un professore di russo. Nel 2007 partecipa al film Mi fido di te con Ale e Franz, mentre nel 2008 viene diretto da Marco Bellocchio in Vincere, dove interpreta il fascista Bernardi (il tutore del figlio illegittimo del Duce).
Nel 2010 interpreta Vittorio, un manager rampante che ha una relazione con la protagonista Claudia Gerini ne Il mio domani diretto da Marina Spada. Nel 2012 recita nella parte di un pusher nel film Linea gotica dell'esordiente Stefano A. Giulidori. Nel 2014 è lo zio Davide con un ruolo borderline nel film pluripremiato di Paolo Virzì, Il capitale umano. Nel 2016 recita in Quo vado? nei panni di un ricercatore scientifico.
Nel 2017 è protagonista del film di Andrea Segre L'ordine delle cose, presentato alla 74ª Mostra internazionale d'arte cinematografica di Venezia nella sezione Eventi speciali, nel quale interpreta il personaggio di Corrado, un alto funzionario del Ministero degli Interni italiano specializzato in missioni internazionali contro l'immigrazione clandestina, e nello stesso anno in Come diventare grandi nonostante i genitori.
Nel 2021 è nel cast di Qui rido io di Mario Martone nel ruolo di Gabriele D'Annunzio.
Nel 2023 è protagonista nel cast di Rapito di Marco Bellocchio nel ruolo di Papa Pio IX; vince il nastro d'argento come miglior attore non protagonista. Per lo stesso film vince il premio Premio Starlight International Cinema Award che si celebra durante il Festival di Venezia del 2024.

### Televisione
Dal 2004 al 2005, è presente in alcuni episodi della seconda stagione di Camera Café. Nel 2009 è stato diretto da Maurizio Zaccaro ne Lo smemorato di Collegno, dove interpreta l'avvocato Farinacci. 
Nel 2009 partecipa a un episodio della terza stagione della serie Nebbie e delitti e a Distretto di Polizia 9. 
A partire dal 2010 è tra i protagonisti della fiction Squadra antimafia nel ruolo dell'efferato agente dei servizi segreti Filippo De Silva. Nel 2017 torna con il personaggio di De Silva in Rosy Abate - La serie, poi interpreta Silvio Berlusconi nelle serie TV 1993 e 1994 trasmesse su Sky Atlantic rispettivamente nel 2017 e nel 2019.

## Filmografia

### Cinema
- Il mnemonista, regia di Paolo Rosa (2000)
- Guarda il cielo: Stella, Sonia, Silvia, regia di Piergiorgio Gay (2000)
- La precisione del caso, regia di Cesare Cicardini (2001)
- Luce dei miei occhi, regia di Giuseppe Piccioni (2001)
- Sguardo da uomo, regia di Federico Rizzo (2002)
- Giovani, regia di Marco Mazzieri (2002)
- Lievi crepe sul muro di cinta, regia di Federico Rizzo (2003)
- Fame chimica, regia di Paolo Vari e Antonio Bocola (2003)
- Milano violenta, regia di Federico Rizzo — cortometraggio (2004)
- L'uomo perfetto, regia di Luca Lucini (2005)
- L'aria salata, regia di Alessandro Angelini (2006)
- Come l'ombra, regia di Marina Spada (2006)
- Mi fido di te, regia di Massimo Venier (2007)
- Italian Dream, regia di Sandro Baldoni (2007)
- Still Life, di Filippo Cipriano (2007)
- Sa Règula, regia di Simone Contu (2009)
- Vincere, regia di Marco Bellocchio (2009)
- Fuga dal call center, regia di Federico Rizzo (2009)
- Alza la testa, regia di Alessandro Angelini (2009)
- Happy Family, regia di Gabriele Salvatores (2010)
- Noi credevamo, regia di Mario Martone (2010)
- Il mio domani, regia di Marina Spada (2011)
- Linea gotica, regia di Stefano Giulidori (2013)
- Treulababbu - Le ragioni dei bambini, regia di Simone Contu (2013)
- La prima neve, regia di Andrea Segre (2013)
- Aspirante vedovo, regia di Massimo Venier (2013)
- Il capitale umano, regia di Paolo Virzì (2013)
- La solita commedia - Inferno, regia di Francesco Mandelli, Fabrizio Biggio e Martino Ferro (2015)
- Alaska, regia di Claudio Cupellini (2015)
- Quo vado?, regia di Gennaro Nunziante (2016)
- Come diventare grandi nonostante i genitori, regia di Luca Lucini (2016)
- La pelle dell'orso, regia di Marco Segato (2016)
- L'ordine delle cose, regia di Andrea Segre (2017)
- Beate, regia di Samad Zarmandili (2018)
- Se un giorno tornerai, regia di Marco Mazzieri (2020)
- Io sono Vera (Vera de verdad), regia di Beniamino Catena (2020)
- La terra dei figli, regia di Claudio Cupellini (2021)
- Qui rido io, regia di Mario Martone (2021)
- Welcome Venice, regia di Andrea Segre (2021)
- I nostri fantasmi, regia di Alessandro Capitani (2021)
- Primadonna, regia di Marta Savina (2022)
- Esterno notte, regia di Marco Bellocchio (2022)
- Ipersonnia, regia di Alberto Mascia (2022)
- La caccia, regia di Marco Bocci (2023)
- Rapito, regia di Marco Bellocchio (2023)
- Palazzina Laf, regia di Michele Riondino (2023)
- La vita accanto, regia di Marco Tullio Giordana (2024)
- Berlinguer - La grande ambizione, regia di Andrea Segre (2024)
- Europa centrale, regia di Gianluca Minucci (2024)
- Muori di lei, regia di Stefano Sardo (2025)

### Televisione
- Benedetti dal Signore – serie TV (2004)
- Camera Café – sitcom (2004-2006)
- Radio Sex – serie TV (2006)
- Il mammo 3 – serie TV (2007)
- Donne sbagliate, regia Monica Vullo – miniserie TV (2007)
- R.I.S. 3 - Delitti imperfetti, regia di Pier Belloni – serie TV, episodio 3x14 (2007)
- Buona la prima – sitcom, episodio 1x02 (2007)
- Crimini – serie TV, episodio 1x07 (2007)
- Il commissario De Luca – miniserie TV, episodio Indagine non autorizzata (2008)
- Lo smemorato di Collegno, regia di Maurizio Zaccaro – miniserie TV (2009)
- Distretto di Polizia 9, regia di Alberto Ferrari - serie TV (2009)
- Intelligence - Servizi & segreti – serie TV, episodio Il complotto di Bucarest (2009)
- Nebbie e delitti 3 – serie TV, episodio 3x04 (2009)
- La leggenda del bandito e del campione, regia di Lodovico Gasparini – miniserie TV (2010)
- Squadra antimafia - Palermo oggi – serie TV (2010-2016)
- I delitti del BarLume – serie TV, episodio La carta più alta (2013)
- 1993, regia di Giuseppe Gagliardi – serie TV (2017)
- Rosy Abate - La serie, regia di Beniamino Catena – serie TV, episodio 1 (2017)
- 1994, regia di Giuseppe Gagliardi e Claudio Noce – serie TV (2019)
- Up&Down, regia di Lorenzo Vignolo – serie TV, episodio pilota (2021)
- Un'estate fa, regia di Davide Marengo e Marta Savina – miniserie TV (2023)
- Mike, regia di Giuseppe Bonito – miniserie TV (2024)
- M. Il figlio del secolo, regia di Joe Wright – miniserie TV, 3 puntate (2025)

## Teatro
- Innesti di memoria, regia di Marco Paolini (1992)
- La cimice e Il bagno, di Vladimir Majakovskij, regia di Giampiero Solari (1993)
- Le nozze dei piccoli borghesi, di Bertolt Brecht, regia di Giampiero Solari (1994)
- La morte del gatto Marte - concerto (1995)
- Cave Canem, di Michel de Ghelderode, regia Egumteatro (1996)
- Tutto il mondo è palese, testo, regia e interpretazione di Paolo Pierobon (1996)
- La cantatrice calva, di Eugène Ionesco, regia di Massimo Navone (1998)
- Borges Cafè, da Jorge Luis Borges, regia di Massimo Navone (1998)
- Nijinskij vs Amletus, da Shakespeare, regia di Aia Taumastica (1998)
- Otello di William Shakespeare, regia di Corrado D'Elia (1999)
- Gomez, di Giulio Baraldi e Paolo Pierobon (1999)
- Fucktotum, testo e regia di Paolo Pierobon (1999)
- Cirano di Bergerac, di Edmond Rostand, regia di Corrado D'Elia (1999)
- Risate al 23º piano, di Neil Simon, regia Marco Parodi (2000)
- La tragedia dell'uomo, di Imre Madách, regia di Massimo Navone (2000)
- Tito Andronico, di William Shakespeare, regia di Aia Taumastica (2000)
- Sogno di una notte di mezza estate, di William Shakespeare, regia di Elio De Capitani (2000)
- Danza Macabra, di August Strindberg, regia di Walter Manfré (2001)
- Buongiorno Bruno, di Valeria Peretti Cucchi, regia di Massimo Navone (2001)
- Micro Drammi di Giorgio Pressburger, regia di Massimo Navone (2001)
- Didone, di Michele Di Martino, da Eneide, regia di Beppe Arena (2001)
- Trilogia di Belgrado, di Biljana Srbljanović, regia di Massimo Navone (2001)
- Provaci ancora, Sam, di Woody Allen, regia di Massimo Navone (2002)
- Maratona di New York di Edoardo Erba, regia Massimo Navone (2002)
- Oedipus di Seneca, regia di Beppe Arena (2002)
- Come Vallanzasca, di Giulio Baraldi e Paolo Pierobon, regia di Giulio Baraldi (2002)
- Morte accidentale di un anarchico, di Dario Fo, regia di Ferdinando Bruni e Elio De Capitani (2002)
- Non solo ciccioli, di Marco Della Noce e Marco Posani, regia di Massimo Navone (2003)
- Laundrette Soap, di Carlo Giuseppe Gabardini e Valentina Diana, regia di Nicola Rondolino (2003)
- Il mercante di Venezia di William Shakespeare, regia di Elio De Capitani (2003)
- Finale di partita, di Samuel Beckett, regia di Lorenzo Loris (2003)
- Bent, di Martin Sherman, regia di Paolo Giorgio (2004)
- Bingo, di Edward Bond, regia Lorenzo Loris (2004)
- Il giardino dei ciliegi, di Anton Čechov, regia Ferdinando Bruni (2006)
- Vi. Guerra, Africa, America di Paolo Bignamini, di Gian Maria Cervo, Valentina Diana, Tiziano Fratus, regia di Massimo Giovara (2007)
- Anna Karenina, adattamento di Tauras Cizas, regia di Eimuntas Nekrošius (2008)
- Blasted, di Sarah Kane, regia di Elio De Capitani (2008)
- Un altro Gabbiano, da Čechov, regia di Luca Ronconi (2009)
- La malattia della famiglia M, testo e regia di Fausto Paravidino (2009)
- La compagnia degli uomini, di Edward Bond, regia di Luca Ronconi (2011)
- Nora alla prova, da Ibsen, regia di Luca Ronconi (2011)
- La modestia, di Rafael Spregelburd, regia di Luca Ronconi (2011)
- Santa Giovanna dei Macelli, di Bertolt Brecht, regia di Luca Ronconi (2012)
- Il panico, di Rafael Spregelburd, regia di Luca Ronconi (2013)
- Pornografia, di Witold Gombrowicz, regia di Luca Ronconi (2013)
- Celestina, laggiù vicino alle concerie in riva al fiume, di Michel Garneau, regia di Luca Ronconi (2014)
- Lehman Trilogy, di Stefano Massini, regia di Luca Ronconi (2015)
- Le donne gelose, di Carlo Goldoni, regia di Giorgio Sangati (2015)
- Morte di Danton, di Georg Büchner, regia di Mario Martone (2016)
- Fine pena: ora, di Paolo Giordano, regia di Mauro Avogadro (2017)
- Disgraced. (Dis)crimini, di Ayad Akhtar, regia di Martin Kušej (2017)
- Cuore di cane, adattamento di Stefano Massini, regia Giorgio Sangati (2019)
- Zio Vanja, di Anton Čechov, regia di Kriszta Székely (2020)
- Eichmann. Dove inizia la notte, di Stefano Massini, regia di Mauro Avogadro (2022)
- Riccardo III, di William Shakespeare, regia di Kriszta Székely (2023)
- De Gasperi: l'Europa brucia, di Angela Dematté, regia di Carmelo Rifici (2024)

## Riconoscimenti

### Premi teatrali
- 2004 – Premio dell'Associazione Nazionale dei Critici di Teatro come miglior attore emergente per Finale di partita di Samuel Beckett, regia di Lorenzo Loris e per Morte accidentale di un anarchico di Dario Fo, regia di Ferdinando Bruni e Elio De Capitani
- 2008 – Premio Ubu come miglior attore non protagonista per Anna Karenina di Lev Tolstoj, regia di Eimuntas Nekrošius
- 2016 – Premio Le Maschere del Teatro italiano come Migliore attore protagonista per lo spettacolo La morte di Danton di Georg Büchner diretto da Mario Martone
- 2017 – Premio Ubu come Migliore attore per lo spettacolo La morte di Danton di Georg Büchner diretto da Mario Martone
- 2019 – Premio Hystrio all'interpretazione per lo spettacolo Cuore di cane di Michail Afanas'evič Bulgakov, regia di Giorgio Sangati
- 2024 - Premio Le Maschere del Teatro Italiano per lo spettacolo De Gasperi: l'Europa brucia diretto da Carmelo Rifici

### Premi televisivi
- 2013 – Premio Torre d'argento come miglior attore dell'anno nel ruolo di Filippo De Silva in Squadra antimafia - Palermo oggi

### Premi cinematografici
- 2021 - Premio F.I.C.E.
- 2023 – Nastro d'argento miglior attore non protagonista per il film Rapito nel ruolo di Papa Pio IX.[18]
- 2023 - Premio miglior attore al Magna Grecia Film Festival agosto 2023